# Фредерик Шуле
Фредерик Шуле (енгл. Frederick William "Fred" Schule; Престон, Ајова, 27. септембар 1879 — Покипси, Њујорк, 14. септембар 1962) бивши је амерички атлетичар, специјалиста за трчање са препонама, олимпијски победник 1904. у Сент Луису.

## Биографија
Његов отац, Фредерик Шуле, био је имигрант из Немачке, запослен као лекар, а мајка, Софија Шуле, такође је била имигрант из Немачке. Имао је четири старије сестре, Клара, Аугусту, Хенриету и Софију.
Дипломирао је на универзитету у Висконсину 1901. године бактериологију и хемију. По завршетку школовања, пет месеци радио је као бактериолог у Чикагу, затим се вратио на Универзитет у Висконсину за постдипломске студије. Од 1902. до 1903. предавао је физику у средњој школи у Босау. Године 1903. био је прваск Аматрског алтетаског савеза (AAU) на 110 м са препонама.

## спортски резултати
На Олимпијским играма 1904. године у Сент Луису, Шуле је учествовао у две дисциплине трчања са препонама. У трци на 110 метара препоне освојио је прво место и златну медаљу.. У другој дисциплина трци на 200 м препоне заузео је пето место са непознатим резултатом. Дисциплина 200 метара са препонама је после овох Игара скинута са програма атлетских такмичења на олимпијским играма.